# Завод карбіду кальцію у Гландон
Завод карбіду кальцію у Гландон (Glandon) — колишній виробничий майданчик на південному сході Франції.
Виробничий майданчик у Гландоні належав до численних заводів, які зводили у Франції наприкінці XIX — на початку XX століть для використання гідроенергетичних ресурсів Альп. У 1903—1904 Compagnie Urbaine d'Eclairage par le Gaz Acétylène відкрила тут виробництво карбіду кальцію (продукт плавки вапна з коксом або вугіллям), який в ті роки мав особливе значення для індустрії освітлення як джерело ацетилену. Електроенергією завод забезпечувала розташована поряд ГЕС Сент-Марі-де-Кюїн (ГЕС Гландон).
Невдовзі виробничий майданчик перейшов під контроль компанії H. Aubry, а з 1911-го його контролювала Société des Carbures Métalliques, що в 1919-му була поглинена Société d’Électro-Chiemie. Остання вже на початку 1920-х після злиття перетворилась на La Société d’électrochimie, d'électrométallurgie et des aciéries électriques d'Ugine (SECEMAEU).
Одним зі споживачів виробленого карбіду кальцію міг бути належний SECEMAEU хімічний завод у Ла-Шамбр, який використовував ацетиленовий шлях до виробництва ацетону.
З плином часу значення карбіду нівелювалось розвитком електричного освітлення та нафтохімії (що пропонувала більш ефективні шляхи отримання продукції, аніж ацетиленовий). В 1966-му SECEMAEU об'єдналась з іншим потужним гравцем електрометалургійного ринку Kuhlmann Establishments в концерн Ugine-Kuhlmann, а вже у 1967-му в межах оптимізації виробничих активів майданчик у Гландоні закрили.
Також можливо відзначити, що згадана вище електростанція діє і понині, при цьому наразі вона належить компанії EDF та має потужність у 11,8 МВт.